# Queratosi seborreica
Una queratosi seborreica (també coneguda com a berruga seborreica i berruga senil) és un creixement benigne de la pell que s'origina en els queratinòcits. Té un color gris-marró i una superfície plana o lleugerament elevada d'aspecte semblant al vellut, encara que existeixen diversos patrons dermoscòpics poc habituals. Representa el tumor epidèrmic més comú i es presenta sobretot en persones grans. Generalment, només provoca un problema cosmètic. Hi ha una excepció, però, l'aparició eruptiva de grans quantitats d'aquesta mena de dermatosi al tronc i ocasionalment també a la cara. El fenomen rep el nom de signe de Leser-Trélat i el seu significat és ominós, ja que sovint indica la presència d'un càncer subjacent, moltes vegades gastrointestinal.
Rares vegades, una queratosi seborreica de zones cutànies sotmeses amb freqüència a la radiació solar es transforma en un carcinoma escatós in situ, sobretot si l'individu sofreix algun tipus d'immunodeficiència.

## Tractament
Amb el diagnòstic correcte, no es necessita tractament. Hi ha un petit risc d'infecció localitzada causada per rascar la lesió. Si provoca picor o s'irrita per la roba o les joies, es pot eliminar amb criocirurgia. Excepcionalment, es desenvolupa sobre una incisió quirúrgica prèvia.
Les lesions petites poden ser tractades amb cauterització elèctrica. Les lesions més grans poden tractar-se amb electrodisecció i curetatge, escissió per afaitat o crioteràpia. En certs casos amb canvis inflamatoris s'ha aconseguit resoldre per complet aquest tipus de trastorn cutani emprant oxigenoteràpia hiperbàrica. Quan es realitza correctament, l'eliminació de la queratosi seborreica gairebé no causa cicatrius visibles, excepte en persones de pell fosca.
En comparació amb la crioteràpia, els tractaments tòpics solen ser costosos i els seus resultats no sempre són satisfactoris. Tot i ser una substància molt controlada, hi ha investigadors que opinen que el peròxid d'hidrogen (H2O2) concentrat podria emprar-se de manera factible com una eina terapèutica per posar remei a la queratosi seborreica.